# Cubocephalus anatorius
Cubocephalus anatorius är en stekelart som först beskrevs av Johann Ludwig Christian Gravenhorst 1829.  Cubocephalus anatorius ingår i släktet Cubocephalus och familjen brokparasitsteklar. Arten är reproducerande i Sverige. Inga underarter finns listade i Catalogue of Life.